# Coriolis-erő

A levegő fekete nyilakkal jelzett áramlása alacsony nyomású terület körül az északi féltekén. A kialakuló Coriolis-erőt, ami mindig merőleges a sebességre, a piros nyilak jelzik, a légnyomás gradiensét a kék nyilak mutatják. Ez történik egy ciklonban

A golyó pályája a külső (álló) (felső kép) és az alsó, a koronggal együtt forgó megfigyelő szemszögéből. A Coriolis-hatást - pontosabban a Coriolis- és a centrifugális erő eredőjének hatását - csak a forgó korongon lévő megfigyelő észleli.

A Coriolis-erő a fizikában az inerciarendszerhez képest forgó (tehát egyben gyorsuló) vonatkoztatási rendszerben mozgó testre ható egyik tehetetlenségi erő. Gaspard-Gustave de Coriolis francia matematikusról és mérnökről nevezték el, aki 1835-ben először írta le a jelenséget. Az erő nagysága arányos a forgó rendszer szögsebességével, a forgó rendszerben mozgó test sebességével valamint a mozgó test sebességvektora és a forgástengely által bezárt szög szinuszával. Mint minden tehetetlenségi erő, a Coriolis-erő is arányos a test tömegével. Iránya a test sebességvektorára merőleges, munkát tehát nem végez.
Vektoralakban a következőképpen írható fel:
{\displaystyle {\overrightarrow {F_{C}}}=-2m{\overrightarrow {\omega }}\times {\overrightarrow {v}}}
ahol {\displaystyle {\overrightarrow {\omega }}}  jelöli a szögsebesség-vektort (iránya azonos a forgástengelyével), {\displaystyle {\overrightarrow {v}}} pedig a mozgó tömegpont sebességvektora a forgó vonatkoztatási rendszerben.

## Megfigyelése
A Föld forgásából eredő Coriolis-erő  legegyszerűbben a Foucault-ingával mutatható ki. Ez egy olyan inga, mely hosszú időn keresztül leng, és így jól észlelhetővé válik a lengési sík elfordulása (feltéve, ha elég hosszú az ingát tartó zsinór). Ez a földrajzi sarkokon a legerőteljesebb, ott az inga lengési síkja egy nap alatt egy teljes kört ír le, az Egyenlítőhöz egyre közelebb eső pontokon ez az elfordulás egyre lassabb, és az Egyenlítőnél teljesen megszűnik. (Magyarországon a Miskolci Egyetem Geofizikai Tanszéke üzemeltet egy – az országban egyetlen nem csillapodó, "meghajtott" – Foucault-ingát az egyetem főbejáratának üvegcsarnokában. Itt a lengési sík teljes körbeforgásának ideje 32 óra 6 perc. Webkamerájának URL címe: http://193.6.11.238/view/index.shtml Archiválva 2013. október 7-i dátummal a Wayback Machine-ben)
A Foucault-ingák egyenlítői speciális viselkedése magyarázatot igényel. Az egyszerűség kedvéért, az általánosság megszorítása nélkül feltételezhetjük, hogy az ingák tömegének lengési ívhossza töredéke az inga zsinórhosszának. Elvileg a zsinór hosszának növelésével az inga tömegének függőleges elmozdulása (és sebessége) tetszőlegesen kicsinnyé tehető, így a függőleges sebesség-összetevőhöz tartozó Coriolis-erő is tetszőlegesen kicsinnyé, elhanyagolhatóvá válik. Ezt az elhanyagolást megtéve elegendő vizsgálnunk az inga tömege pályájának a vízszintes síkra eső vetületét, melynek görbületét az inga (csaknem vízszintesen) mozgó tömegére ható Coriolis-erő vízszintes vetülete határozza meg. Ha ez az erő-vetület eltűnik, akkor az inga tömege pályájának vízszintes vetülete egyenessé fajul.
Az inga egyenlítői, É-D-i irányú lengése esetében a Coriolis erő valóban eltűnik, mert {\displaystyle {\overrightarrow {\omega }}} és {\displaystyle {\overrightarrow {v}}} párhuzamos. Minden más lehetséges lengési irány esetén a sebességnek van K-Ny-i irányú összetevője, de az ennek megfelelő Coriolis erő (pontosan csak az Egyenlítőn) függőleges irányú. Függőleges irányú erő nem képes a lengés síkját elforgatni. Az Egyenlítőn a Foucault ingák lengési irányának stabilitását tehát a Coriolis-erő vízszintes komponensének eltűnése okozza minden lengési iránynál.
A K-Ny-irányú mozgás esetén fellépő Coriolis-erőnek a függőleges összetevőjét nevezik Eötvös-effektusnak, ami elvben a Foucault inga zsinórjába iktatott finom, nagyon érzékeny rugós erőmérővel lenne kimutatható; Ny-ról K-re való lengésnél a tömeg a zsinórt a nyugalmi erőnél kevésbé húzza, K-ről Ny-ra való mozgásnál pedig nagyobb erővel. A Föld forgásából eredő Coriolis-erő tehát az Egyenlítőn a fentiek szerint "csődöt mondó" Foucault-ingák helyett a gyakorlatban a K-Ny-irányban mozgó járműveken (pl. hajókon) végzett, nagyon pontos gravitációs térerő-mérésekkel, vagy pl. az ilyen irányokban elsütött lőfegyverek szisztematikus "fölé-" vagy "aláhordásával" mutatható ki. Az Eötvös-effektussal azonban – a sarkok kivételével – magasabb szélességi fokokon is számolni kell (pl. a geológiai szerkezetek kutatásában, ballisztikában stb. A ballisztikában természetesen mindig figyelembe kell venni a változatos lövési irányoknak megfelelő Coriolis-erő mindhárom összetevőjét.).
- A Coriolis-erő látványos hatással van a légmozgásokra. Eltérítő hatása miatt fújnak a szelek az izobárokkal párhuzamosan (és nem azokra merőlegesen, ahogy a nem forgó Földön várható lenne). A passzátszelek is a Coriolis-erő miatt fújnak északkeleti (déli féltekén délkeleti) és nem északi irányból. Továbbá hatására jön létre a ciklonok és anticiklonok tipikus spirális alakja. Ezek örvénylésének iránya a déli és az északi féltekén különböző (az északi féltekén a ciklon forgása az óramutató irányával ellentétes, míg a déli féltekén azzal megegyező irányú), ami úgyszintén a Coriolis-erőre vezethető vissza.
- A Csodák Palotájában kipróbálható egy nagyméretű forgó korong, melybe indítás előtt a gyerekek beülhetnek egymással szemben hátukat a falnak támasztva. A korong megforgatása után a gyerekek feladata az, hogy labdát gurítsanak a szemben ülő társuknak, ami természetesen csak hosszas próbálkozás után sikerül, mert a Coriolis-erő a guruló labdákat görbe pályára kényszeríti.

## Jelentősége
- A Coriolis-hatásnak jelentős szerepe van az alábbi területeken és jelenségekben: asztrofizika, csillagok dinamikája, napfoltok forgásiránya, meteorológia (szelek forgási iránya), oceanográfia (tengeráramlatok forgási iránya). Figyelembe kell venni a Coriolis-erőt a ballisztikában (lövedékek pályája), illetve űrhajók felbocsátásakor.
- Ha a Rossby-szám jóval nagyobb, mint 1, a Coriolis-hatás elhanyagolható, amikor viszont a Rossby-szám kisebb 1-nél, a Coriolis-hatás jelentőssé válik az áramlás befolyásolásában.[2]

## Hiedelmek
- Közkeletű hiedelem, hogy az északi féltekén a lefolyóban áramló víz iránya mindig az óramutató irányával ellentétes, ez azonban nem mindig van így, mivel a lefolyó geometriája és a dugó kihúzásának pillanatában okozott zavar erősebben befolyásolja a víz örvénylésének forgásirányát, mint a Coriolis-erő, ami ezekhez a hatásokhoz képest parányi (statisztikusan igaz lehet az állítás, ha a lefolyónyílás elég kicsi, és a víz áramlása zavartalan).[3]
- Igen megtévesztő csalás a turistáknak az Egyenlítő közelében tartott bemutató, amiben az „északi” féltekén a lefolyó víz az egyik irányban folyik, a „déli” féltekén (az „északi”-tól néhány méternyire) pedig vele ellenkező irányban. A Coriolis-erők különbsége ilyen kis távolság esetén gyakorlatilag elhanyagolható, a forgásirányt a demonstrációt végzők csalással hozzák létre.

## Szakirodalom
- Tél Tamás. A Coriolis-erő és a modern környezetfizika: a lefolyótól a ciklonokig, 2006/8, Fizikai Szemle, Fizikai Szemle honlap, 263. o. (2006). Hozzáférés ideje: 2009. szeptember 19.
- tehetetlenségi erő, Matematikai Kislexikon, Kempelen Farkas digitális tankönyvtár. Tankönyvtár. Hozzáférés ideje: 2009. szeptember 19.
- Sárfalvi-Tóth, Nemerkényi. Ciklon, anticiklon, a nagy földi légkörzés és légrendszerei, sulinet, Földrajz (2001). Hozzáférés ideje: 2009. szeptember 19.
- Fizikai Szemle 2005/2. - Ujfaludi László: Időjárás, éghajlatváltozás
- A Föld forgásából nyernek energiát Archiválva 2008. május 18-i dátummal a Wayback Machine-ben
- Fizikai kísérletek gyűjteménye I. (szerk. Juhász A) Arkhimédész Bt., Bp. 2006 >> A Coriolis-gyorsulás meghatározása
- Mizera F. & Horváth G. (2000) Dobósportok a forgó Földön. Hogyan befolyásolja a dobótávot a centrifugális és a Coriolis-erő? I., II. Természet Világa 131: 402-405, 457-461
- UCLA Department of Atmospheric and Oceanic Sciences (angol nyelven). [2010. február 18-i dátummal az eredetiből archiválva]. (Hozzáférés: 2009. szeptember 19.) A légkör általános jellemzőiről (felmelegedés, felhő- és csapadékképződés, légnyomás, globális és helyi szelek, időjárási frontok, viharos erejű szelek stb.) részletes leírás
- Thompson and Turk. Atmosphere - Wind - Instructor, {{{title}}} (angol nyelven). Cislunar Aerospace (1993. június 15.). Hozzáférés ideje: 2009. szeptember 19. A szelekről, szélfajtákról, futóáramlásokról, ciklonokról, hurrikánokról, tornádókról
- Jenelle Vokey, Bethany Penney. World Geograpy 3202 - Monsoons, Social Studies GrassRoots Projects (angol nyelven). Clarenville High School Online (2009). Hozzáférés ideje: 2009. szeptember 19. A monszunról.
- Wind Names (angol nyelven). (Hozzáférés: 2009. szeptember 19.) A világ legismertebb helyi szelei ábécésorrendben.

- Coriolis Effect on the Surface of the Earth. YouTube videó, időtartam: 0' 18" (2007. augusztus 7.). Hozzáférés ideje: 2009. szeptember 19.A Coriolis hatás a Föld felszínén.